# Feldmannshaus
Feldmannshaus ist ein Ort in Radevormwald im Oberbergischen Kreis im nordrhein-westfälischen Regierungsbezirk Köln in Deutschland.

## Lage
Feldmannshaus liegt im Osten von Radevormwald direkt an der Bundesstraße 229, die von Radevormwald nach Halver führt. Weitere Nachbarorte sind Eich, Grafweg, Studberg und Hahnenberg. Südöstlich des Ortes fließt der Kreuzbach, nördlich entspringt der Borbach.

## Geschichte
Die Ortsbezeichnung „Feldmanshaus“ taucht in der Karte Topographische Aufnahme der Rheinlande von 1825 auf.
Der Ort ist Standort des Feuerwehrhauses der Freiwilligen Feuerwehr Radevormwald-Hahnenberg. Es wurde am 22. Oktober 1993 im Beisein von Stadtdirektor Gesenberg und dem Stadtbrandmeister Knorz eingeweiht. Es löste das alte Feuerwehrhaus an der Eich ab, das gegenwärtig zur Aufbewahrung unter anderem von Werkzeugen dient.